# Museu Ruy Menezes
O Museu Histórico, Artístico e Folclórico Ruy Menezes é um museu da cidade de Barretos, São Paulo que faz a salvaguarda da memória da cidade, através de documentos e objetos importantes da história da cidade.

## História
O primeiro Museu da cidade de Barretos foi denominado “Ana Rosa” em homenagem aos fundadores da cidade. Ele foi montado no Colégio Estadual “Mário Vieira Marcondes”, em 1964, por inciativa de seu diretor, o Professor Raul Alves Ferreira, junto a um grupo de professores da Instituição. O museu Ana Rosa foi desativado em 1974 e teve todo o seu acervo doado ao município, criando então o Museu Histórico, Artístico e Folclórico do Município de Barretos, inaugurado em 6 de fevereiro de 1979.
O prédio do museu, denominado de “Palácio das Águias”, foi construído para sediar o Paço Municipal, sendo inaugurado em 15 de novembro de 1907. O prefeito na época era o Dr. Antônio Olympio Rodrigues Vieira. Situado na esquina da Rua Dezesseis com a avenida Dezessete, em frente à Praça Francisco Barreto, recebeu esse nome porque possui em sua construção duas esculturas em formatos de águias, que representam o poder. A construção também possui duas colunas e a escadaria do estilo neoclássico. Este prédio é o único na cidade tombado por lei municipal (Lei no. 2.240 de 10 de novembro de 1988).
Em 1993 passou a se chamar “Museu Histórico, Artístico e Folclórico Ruy Menezes. Recebeu esse nome em homenagem ao próprio Ruy Menezes, que havia falecido em 1992.
Ruy Menezes foi uma personalidade de grande respeito e destaque na comunidade de Barretos, pois lutou na Revolução de 32, foi fundador da Academia Barretense de Cultura, presidente do Teatro Experimental de Barretos, presidente da Fundação Educacional de Barretos, político, jornalista, maçom, escritor, entre várias outras funções exercidas por ele. Como escritor, deixou importantes registros sobre nossa história, uma vez que suas obras “O Espiral – História do Desenvolvimento Cultural de Barretos” (1985) e “Álbum Comemorativo do Centenário de Barretos” (1954), escrito em parceria com José Tedesco, são frequentemente consultadas por todos aqueles que se interessam em conhecer a história dessa cidade.
Em 1990 o museu sofreu uma infestação de cupins e insetos e, em 1995, passou por uma restauração, sendo liberado ao público em 1996.
O Museu conta com 5 salas de exposição, sendo o salão principal destinado a exposições temporárias e eventos. As demais compõem a exposição de longa duração. No piso inferior fica localizada a Reserva Técnica, a Hemeroteca (com mais de 500 volumes de jornais de diversas épocas, iniciando pelo jornal O Sertanejo, de 1900), área de pesquisa, além de cozinha e banheiros. A arquitetura do prédio é bastante singular, uma vez que é a única do estilo em toda a cidade, tendo referências gregas (escadaria e colunas) e romanas (as águias que encimam a porta principal), além de um grande número de janelas (quando o prédio foi construído, não havia energia elétrica - que só chegou à cidade em 1911 - e elas serviam para que toda a iluminação natural fosse aproveitada), que são originais, de madeira e vidro.

## Acervo Histórico
O acervo do museu é composto por coleções de máquinas de diversos tipos, desde de máquinas de escrever, calcular, registradoras, câmeras fotográficas, telefones, relógios, entre muitas outras; militar, com armas, munições e fardas, além de medalhas; peão, que remete aos primeiros habitantes da cidade; audiovisual, com filmes, fitas cassetes, discos de cera e vinil, além de diversos outros objetos, como fardas de Santos Reis, instrumentos musicais, artefatos indígenas, moedas, selos e cédulas e muito mais.

## Visitas e Eventos
O museu recebe cerca de 400 visitantes mensais, entre ocasionais e visitas monitoradas.
Realiza exposições temporárias, organizadas pela Museóloga, do próprio acervo e em parceria com outros museus, com temáticas diversas.
O Chorinho no Museu é um projeto que contempla sessões musicais mensais e que reúne público cativo para dentro das dependências do Museu.
Além disso, realiza eventos ligados à cultura, como a Noite do Terror no Museu, que aconteceu em 13 de maio de 2016, teatralizando diversas passagens de terror da história da cidade.